# Dianella amoena
Dianella amoena är en grästrädsväxtart som beskrevs av Geoffrey William Carr och P.F.Horsfall. Dianella amoena ingår i släktet Dianella och familjen grästrädsväxter. Inga underarter finns listade i Catalogue of Life.

## Bildgalleri

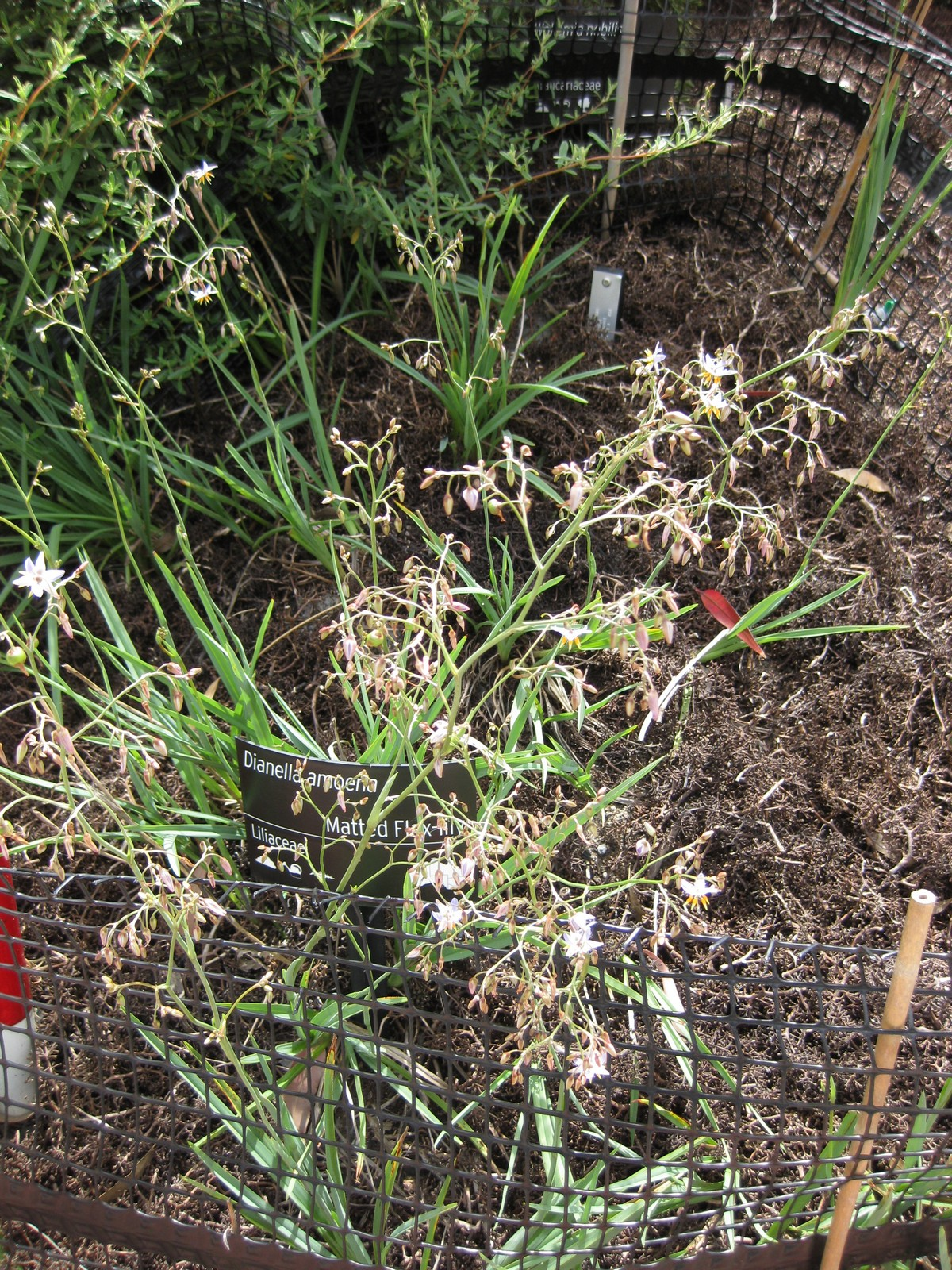
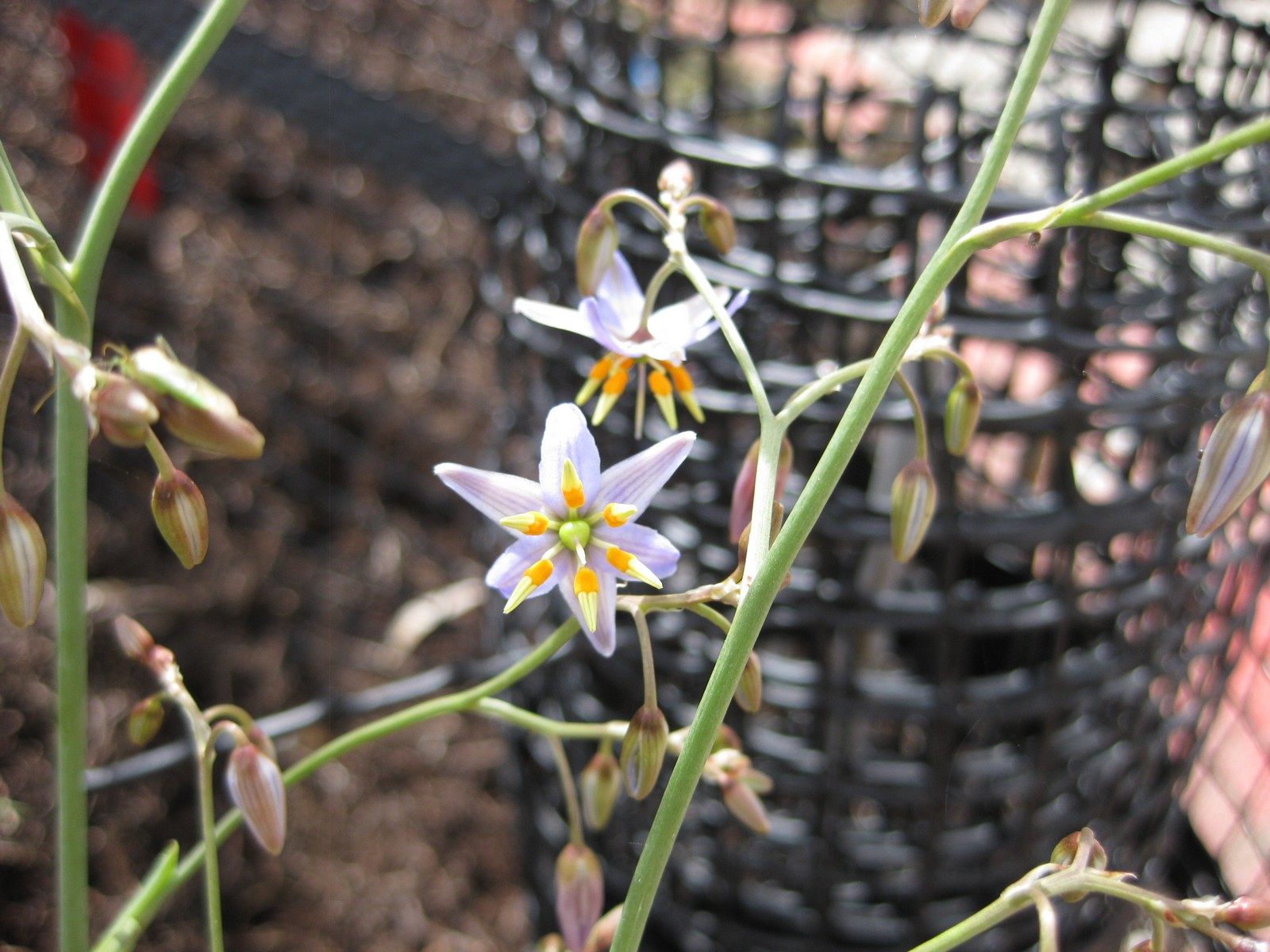
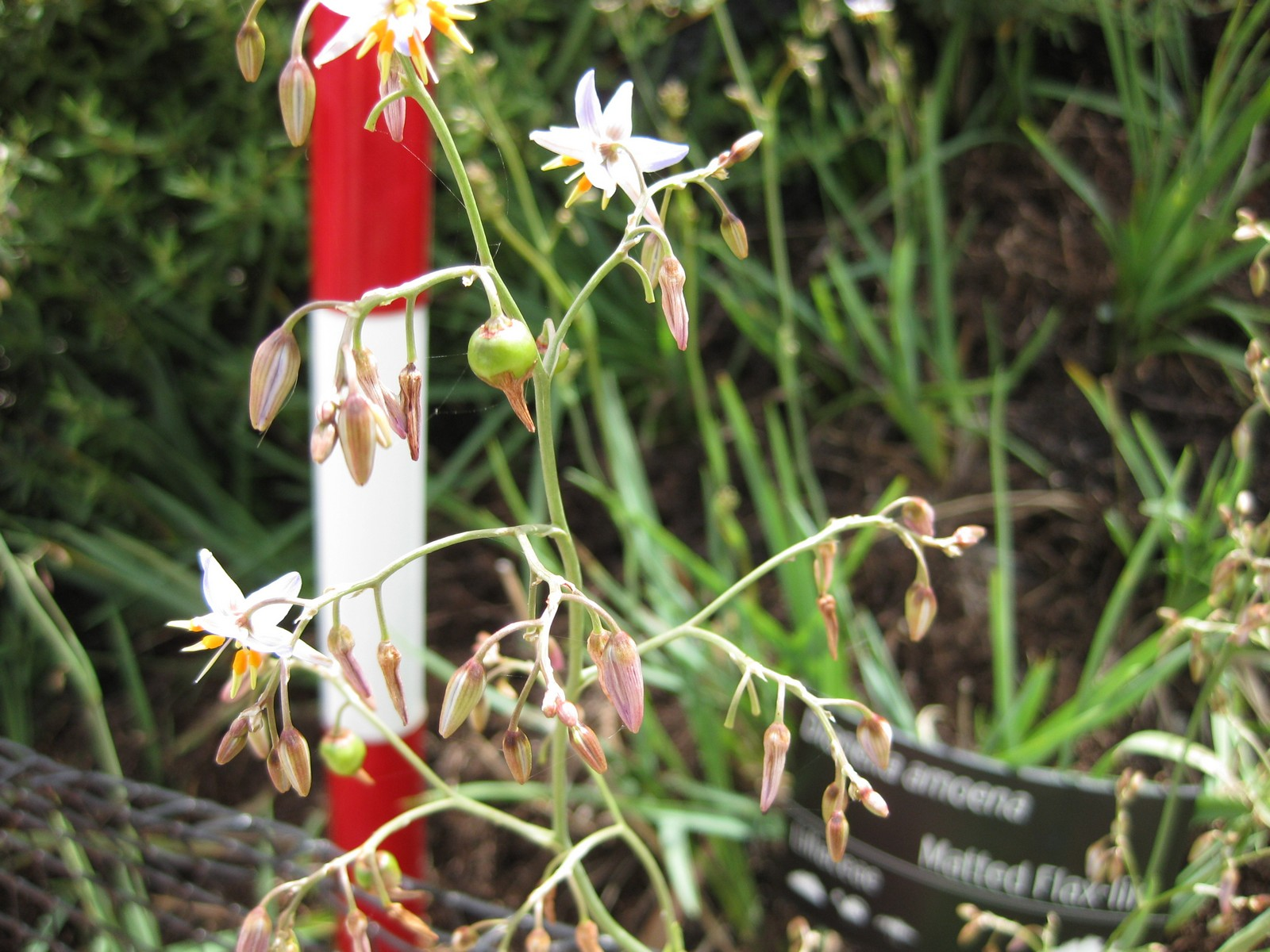
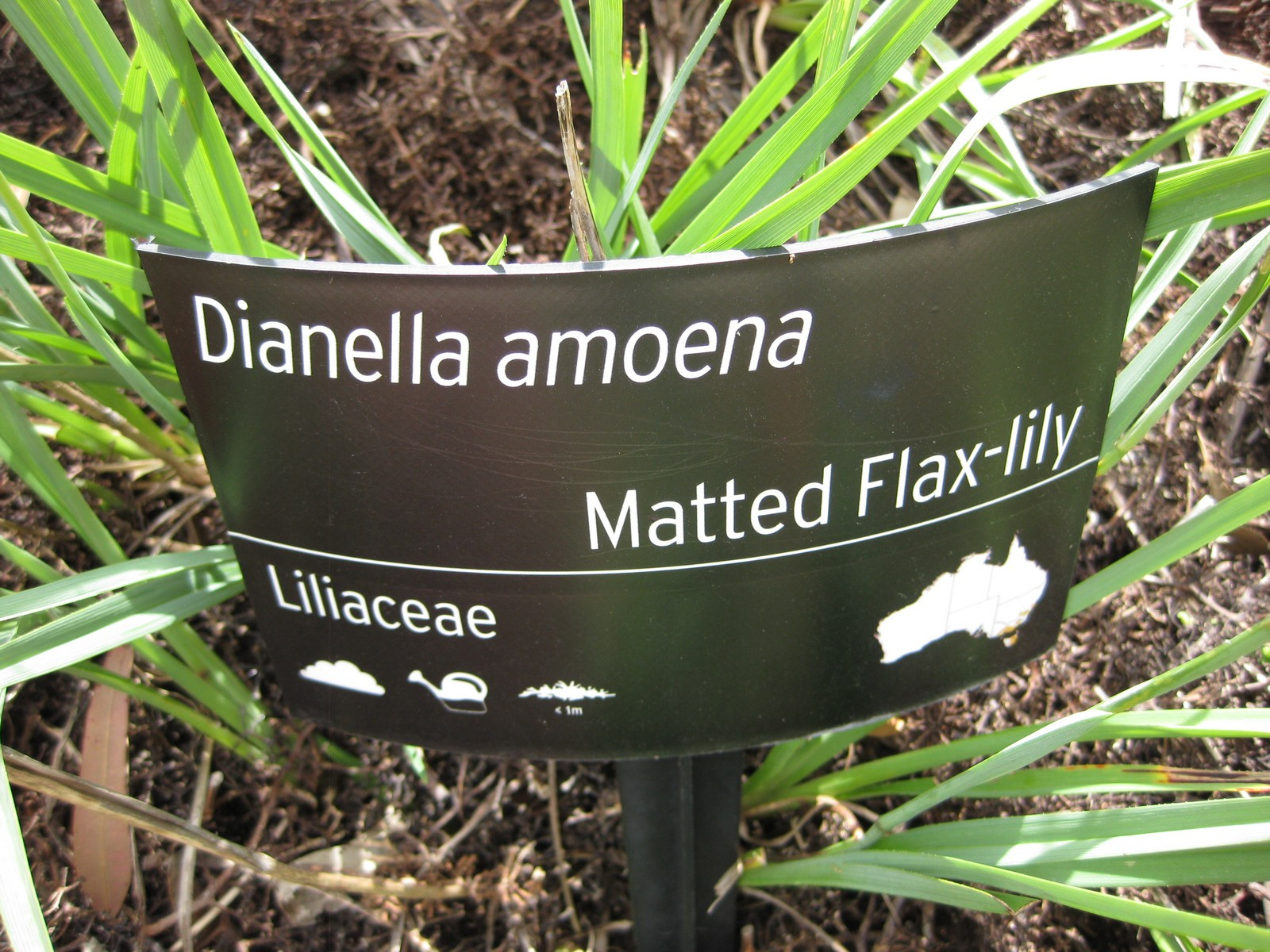